# Акулов, Леонид Апполинарьевич
 Леонид Апполинарьевич Акулов  (20 февраля 1873, Нерехта, Костромская губерния — 5 июня 1907, Киев) — командир 3-й роты 21-го сапёрного батальона.

## Биография
Родился в Нерехте Костромской губернии в семье чиновника. Образование получил в Костромской гимназии, Московском военном училище и в военно-электротехнической школе. Службу начал в 14-м сапёрном батальоне. Затем был переведен в 5-й сапёрный батальон, откуда по собственному желанию поехал на Дальний Восток, во время продолжавшейся там в 1900 году китайской войны.
Будучи назначен в Амурскую минную роту, расположенную в Николаевске, принял деятельное участие в установке минного заграждения при входе в Николаевский порт.
По окончании работ в Николаевске, был переведен для тех же работ в Новокиевскую минную роту, расположенную в заливе Посьета к югу от Владивостока. Помимо своих прямых обязанностей минного офицера, он нёс ещё временную должность коменданта селения Посьет. Здесь он задерживал контрабанду. На этой должности Акулов пробыл вплоть до окончания Русско-японской войны.
После заключения Портсмутского мира Акулов был переведен в 10-й сапёрный батальон, стоящий в Остроленке Ломжинской губернии. В начале 1907 года Акулов был переведен в 21-й сапёрный батальон, расположенный в Киеве. В батальоне он был назначен командиром 3-й роты.
В ночь с 4 на 5 июля 1907 года внезапно вспыхнул бунт в военных лагерях под Киевом, в результате которого и погиб Акулов при попытке выдворить агитаторов из расположения его роты. Застреливших его найти не удалось.